# Grania angustinasus
Grania angustinasus är en ringmaskart som beskrevs av Rota och Erséus 1996. Grania angustinasus ingår i släktet Grania och familjen småringmaskar. Inga underarter finns listade i Catalogue of Life.